# تنويع

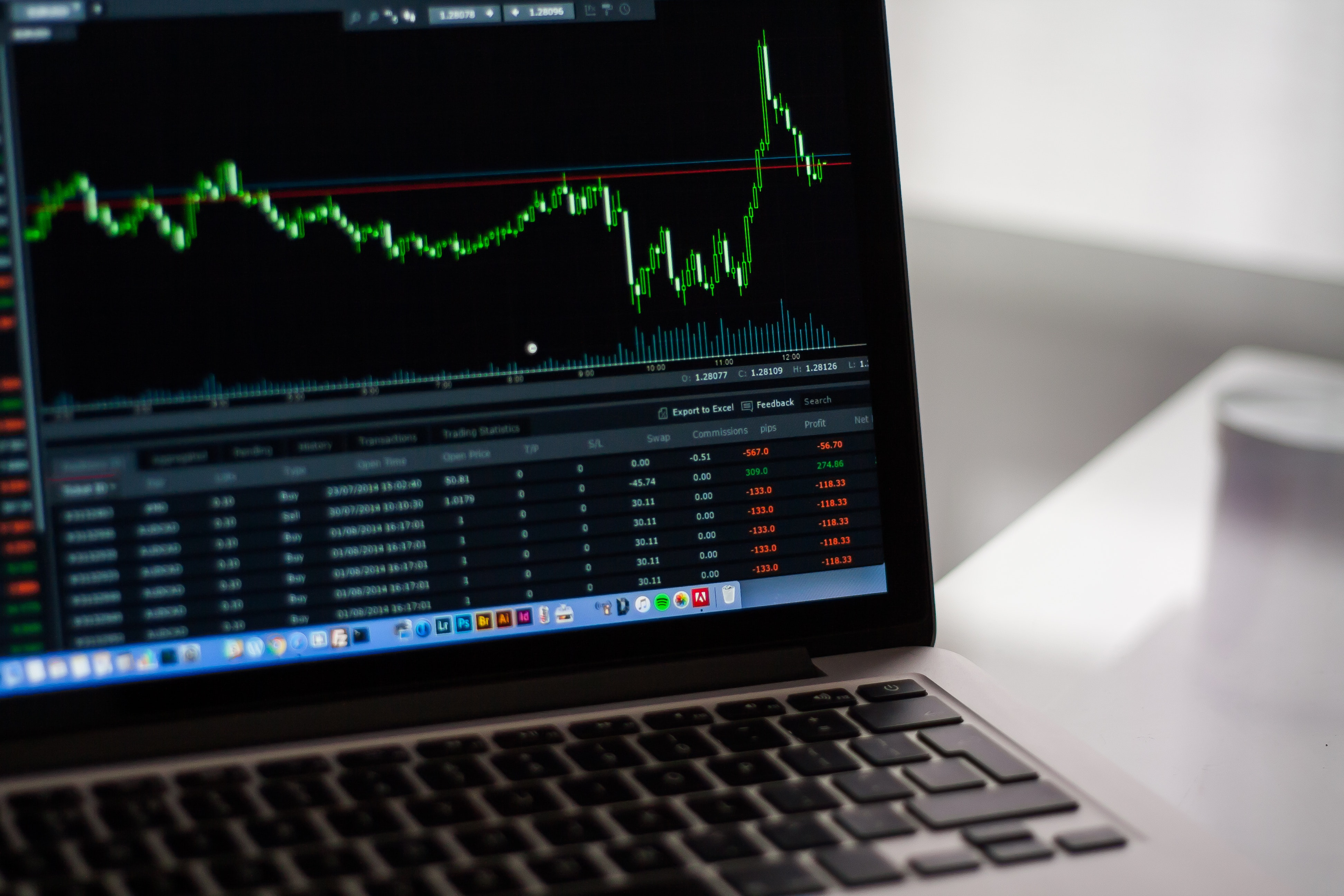
تمثيل المخاطر المالية في الأصول التجارية في السوق

التنويع (بالإنجليزية: Diversification)‏ في المالية هو أحد أحد سياسات إدارة المخاطر، ويعني توزيع الأموال المستثمرة في محفظة استثمارية على أكثر من أداة استثمار وحيدة، كالأسهم والسندات وصناديق الاستثمار وحتى النقد والمعادن والسلع الأساسية.

## فوائد التنويع
تتحقق الفائدة من التنويع عن طريق توزيع الاستثمارات على أدوات استثمارية ذات ارتباط إحصائي أقل من 1، أي أن تقلب عوائدها ليس متماثلا، مما يؤدي إلى أن خسائر بعض الأدوات ستقابلها مكاسب الأدوات الأخرى. وكلما قل ارتباط الأدوات ببعضها قلت مخاطر الاستثمار، كما يتم تحقيق عائد متوقع لا تحققه أي من أدوات المحفظة منفردة بدون تحمل مخاطرة استثمار أعلى. ويمكن الوصول إلى أقل مستوى مخاطرة ممكن إذا كان ارتباط الأدوات الاستثمارية في المحفظة يساوي -1.
ومن المهم ملاحظة أن التنويع لا يمكنه الوقاية من المخاطر النظمية، حيث أن هذه المخاطر لها نفس التأثير على جميع الأدوات الاستثمارية ولكن بدرجات مختلفة.

## أنواع التنويع
تنويع أفقيويطلق على توزيع الاستثمار على أدوات من نفس الفئة، أي على سبيل المثال على الأسهم التجارية فقط ولكن في أسهم شركات مختلفة.
تنويع رأسيويطلق على توزيع الاستثمار على فئات مختلفة من الأدوات الاستثمارية، أي على سبيل المثال على الأسهم والسندات.